# Abel Hugo
Abel Hugo (Parigi, 15 novembre 1798 – Parigi, 7 febbraio 1855) è stato uno scrittore e critico letterario francese.
Fu fratello dello scrittore Victor Hugo e del poeta Eugène Hugo, figlio primogenito del generale Joseph Léopold Sigisbert Hugo (1773‑1828) – nominato in seguito conte da Giuseppe Bonaparte, re di Spagna – e di Sophie Trébuchet (1772‑1821).
Suo padre partecipa alla campagna di Spagna e la famiglia soggiorna a Madrid, dove Abel ed i suoi fratelli frequentano il Seminario dei Nobili. A 13 anni è anche l'unico paggio francese alla corte del re di Spagna, Giuseppe Bonaparte. Lascia poi la Spagna nel 1812, seguendo la corte in fuga. Nel 1814 viene decorato cavaliere dell'Ordine del Giglio dal conte d'Artois assieme ai suoi fratelli, per riconoscenza a sua madre per il ruolo da lei giocato per sventare la cospirazione di Mallet. In seguito entra in possesso del suo posto presso lo stato maggiore francese e alla caduta del primo Impero ha raggiunto il grado di sottotenente.
Nel 1818 lascia lo stato maggiore e fonda l'anno successivo la rivista Le Conservateur Littéraire assieme ai fratelli. Pubblica nel 1822 la sua traduzione del Romancero spagnolo, che suo fratello Victor citerà nella prefazione del suo dramma Cromwell.
Fu autore di numerose opere storiche e critiche, come Histoire générale de la France par les manuscrits e France militaire: histoire des armées françaises de terre et de mer, de 1792 à 1833 de 1792 a 1837. Con Couché scrisse Histoire de la campagne d'Espagne en 1823 (Parigi, Lefuel, 1824) e Histoire de l'empereur Napoléon (Parigi, Perrotin, 1833).